# Frasne
Frasne [fʀɑːɴ] ist eine französische Gemeinde mit 1958 Einwohnern (Stand 1. Januar 2022) im Département Doubs in der Region Bourgogne-Franche-Comté. Sie ist Hauptort (chef-lieu) des gleichnamigen Kantons im Arrondissement Pontarlier und gehört zum Gemeindeverband Frasne - Drugeon (C.F.D.).

## Lage
Die Gemeinde liegt 19 Kilometer westsüdwestlich der Stadt Pontarlier. Die Nachbargemeinden sind: Bonnevaux, Bouverans, Dompierre-les-Tilleuls, Boujailles und Courvières (Doubs) sowie Bief-du-Fourg (Jura).

## Bevölkerung
| Jahr                       | 1962 | 1968 | 1975 | 1982 | 1990 | 1999 | 2006 | 2016 |
| Einwohner                  | 1367 | 1353 | 1430 | 1355 | 1519 | 1624 | 1753 | 1950 |
| Quellen: Cassini und INSEE |      |      |      |      |      |      |      |      |

## Verkehr
Frasne besitzt einen Bahnhof an der Verzweigung der beiden internationalen Eisenbahnstrecken Dijon–Vallorbe einerseits und Frasne–Neuchâtel andererseits. Darüber hinaus ist Frasne mit mehreren täglichen Verbindungen nach Paris – bei einer Reisezeit von knapp drei Stunden – auch die kleinste Gemeinde Frankreichs mit Halt des Hochgeschwindigkeitszugs TGV.
|  |  |  |

## Deutsche Partnergemeinde
2022 schloss Frasne eine Partnerschaft mit der baden-württembergischen Gemeinde Tiefenbronn.